# Lourdes Massieu Trigo
Lourdes Massieu Trigo és una biòloga mexicana, reconeguda per la seva investigació sobre els mecanismes que condueixen a la mort neuronal relacionats amb la fallida de subministrament de glucosa.

## Biografia

### Formació acadèmica
Al 1981 Massieu va ingressar en la Universitat Nacional Autònoma de Mèxic per cursar la carrera de biologia, graduant-se el 1985. A la mateixa institució va realitzar el seu doctorat en neurociències. Va realitzar el seu postdoctorat a Suïssa, en la Divisió d'Investigacions Farmacèutiques a Basilea.

### Carrera
Massieu es va vincular professionalment la Universitat Nacional en 2008, exercint com a investigadora a l'Institut de Fisiologia Cel·lular de l'institució. Allà va començar a desenvolupar línies de recerca relacionades amb els mecanismes de mort neuronal associats a l'isquèmia i hipoglucèmia, els mecanismes de protecció de substrats energètics sobre la mort neuronal i l'estrès cel·lular com a causa de l'esmentada mort neuronal. En el seu laboratori realitza proves d'hipoglucèmia induïda per insulina en rates i de privació de glucosa in vitro en neurones cultivades d'escorça d'hipocamp per determinar que l'absència de glucosa activa l'estrès del reticle endoplasmàtic, accelerant la mort neuronal. Les seves investigacions també van revelar que davant la falta d'aliment, les neurones experimenten estrès energètic que pot matar-les si aquesta exposició és prolongada.

Amb referència a aquest tema, Massieu afirma: 
| « | El cervell és dependent del subministrament de glucosa, i quan s'interromp per la presència d'un coàgul, o si disminueix la concentració sanguínia de glucosa per l'administració d'insulina, succeeix mort neuronal selectiva. | » |